# Медведкин, Александр Иванович
Александр Иванович Медве́дкин (19 февраля (3 марта) 1900, Пенза — 19 февраля 1989, Москва) — советский режиссёр игрового и документального кино, оператор, сценарист, актёр, организатор кинопоездов и фронтовых киногрупп. Народный артист СССР (1979). Лауреат Государственной премии СССР (1974).

## Биография

### Ранние годы
Александр Медведкин родился в Пензе Пензенской губернии Российской империи (ныне Пензенская область России) в крестьянской семье. Его датой рождения долгое время считалось 24 февраля (8 марта) 1900 года, однако Госархивом Пензенской области была обнаружена запись в метрической книге Богоявленской церкви, согласно которой Медведкин появился на свет 19 февраля (3 марта) 1900 года. При этом его отец, железнодорожный машинист, записан в книге под фамилией Медвежкин.

Учился в Пензенском техническом училище, входил в боевую дружину по поддержанию порядка в городе. С 1919 по 1925 год участвовал в Гражданской войне в качестве старшего десятника 12-го военно-полевого строительства 10-й армии Южного фронта, адъютанта 31-го кавалерийского полка 6-й кавалерийской дивизии и начальника политотдела 1-й Конной армии, старшего инструктора Главного политуправления Красной Армии. Член РКП(б) с 1920 года. Медведкин также руководил солдатским театром гротеска и буффонады, в котором красноармейцы ставили юмористические сценки: 
«Была, например, сатирическая импровизация "Собрание Коней": председатель — Конь, секретарь — Конь, докладчик — Конь. Вместо графина на трибуне — конское ведро. Докладчик временами опускал в него тщательно сделанную из картона лошадиную голову (конская голова, бурка — весь костюм!). С хохмами, трюками, неожиданными аттракционами Кони "вчиняли иск" 31-му кавалерийскому полку и отдельным нашим товарищам. Лошади вспоминали все свои горькие обиды: побитые холки, бескормицу, случаи бессовестного ухода, разыгрывали интермедии (комвзвода на свидании — конь всю ночь на ветру!)».

### Творчество
В 1926—1929 годах работал на Государственном военном фотокинопредприятим «Госвоенкино» ассистентом Николая Охлопкова, затем самостоятельно. Не имея профессионального образования, Медведкин, по духу близкий пионерам авангардного советского кино, тем не менее, обращался к истокам раннего русского кинематографа, что, по мнению киноведа Николая Изволова, стало беспрецедентным случаем как для его времени, так и для следующих поколений кинематографистов. Он смешивал в кадре комедию, политику и хронику; его стиль отличал короткий метраж, оперативность съёмок и доступность. Он не стремился подражать, но, напротив, изобретал новые способы вовлечения зрителя в процесс просмотра с помощью сложного симбиоза жизни и искусства.
С сентября 1929 года Медведкин был режиссёром Всероссийского фотокинопромышленного АО «Совкино». В 1930 году был мобилизован в Казахскую ССР для проведения коллективизации. С 1931 по 1934 год руководил агитационным кинопоездом «Союзкинохроники», с которым выезжал на стройки первой пятилетки под лозунгом «Сегодня снимаем — завтра показываем!». На месте событий снимались, монтировались и показывались зрителям агитационные и сатирические киносюжеты. В этот период он снял пять своих знаменитых короткометражных комедий: «Полешко», «Держи вора», «Фрукты-овощи», «Про белого бычка» и «Дурень, ты дурень».
С марта 1933 года работал режиссёром Московской кинофабрики «Союзфильм». В 1934 году поставил свой лучший, по мнению критики, фильм — лубочно-сатирическую притчу «Счастье», ставшую последней немой комедией отечественного кино. Она была высоко оценена как при первых показах в СССР Сергеем Эйзенштейном и Всеволодом Пудовкиным, так и много лет спустя за рубежом, в частности, Крисом Маркером, стараниями которого картина была выпущена на французские экраны в 1971 году, а затем и в других странах, в том числе в США. Впоследствии он снял документальный фильм «Гробница Александра, или Последний большевик» (1992).

Следующий фильм Медведкина «Чудесница» (1936) уже имел сходство с магическим реализмом: 
Интонация эпической былинности, имеющая в фольклоре функцию, близкую к этикетности древнерусской литературы, риторике в проповеди и повторению в заговоре, будет смыслообразующим ориентиром для всего материала фильма — от реплик эпизодических персонажей до весьма разветвленных диалогов, организации сюжета и пространства.
Новаторский фильм «Новая Москва» (1938) получил резкие критические отзывы в газетах «Правда» и «Известия» и не был показан зрителям.
Во время Великой Отечественной войны с сентября 1941 по март 1943 года был заместителем директора Бакинской киностудии художественных фильмов. Совместно с Ильёй Траубергом снял фильм-концерт «Мы ждём вас с победой», в котором впервые прозвучала знаменитая песня «Священная война». С 1943 по 1945 год руководил фронтовыми киногруппами. Был начальником киногрупп Западного фронта и 3-го Белорусского фронта. По его инициативе были организованы группы киноавтоматчиков: к солдатским ППШ прикреплялись 16 мм кинокамеры, снимавшие прямо во время ведения боя.
В 1945—1948 годах работал на киностудии «Мосфильм». В 1946 году попытался повторить постановку полнометражной картины о жизни села («Освобожденная земля»), занимался созданием киножурналов, специальных хроникальных выпусков, полнометражных хроникально-документальных лент.
В 1947 году вошёл в состав Художественного совета «Союзмультфильма». Готовил сценарии мультфильмов «Красная Шапочка», «Осёл-опекун» («Тень осла»), «Дед Секундоед», «Вовкины воспитатели». Однако единственным реализованным сценарием стал мультфильм «Скорая помощь» (1949), который в аллегорически-басенной форме высмеивал «План Маршалла». Тем не менее, по завершении работы мультфильм был запрещён и положен на полку.
В 1949—1955 годах работал на Центральной студии документальных фильмов. С 1954 по 1956 годы руководил группой операторов, снимавших освоение целины. В мае 1955 — апреле 1959 годов работал на Алма-Атинской киностудии художественных и хроникальных фильмов. Последняя игровая комедия о покорителях целины «Беспокойная весна» (1956) была расценена критикой как неудача. После этого Медведкин к игровому кино уже не возвращался.

### Последние годы
В 1959—1989 годах работал на Центральной студии документальных фильмов. Работал исключительно в жанре документальной публицистики и в рамках политического фильма, за что и получил многочисленные государственные награды.
Был членом Союза кинематографистов СССР. На протяжении 50 лет пытался снять фильм «Окаянная сила», который должен был продолжить традиции «Счастья», однако замысел так и не был осуществлён.
Александр Медведкин скончался 19 февраля 1989 года в Москве. Похоронен на Митинском кладбище.

### Семья
- Жена — Вера Ивановна Медведкина (в девичестве Волкова).
- Дочь — Чонгара Александровна Медведкина, преподаватель английского языка в МАИ, переводчик ЮНЕСКО.
- Внук — Александр Ярославович Ляпунов, авиаконструктор[13].

### Влияние
Агитационная кинодокументалистика Медведкина 1920-х годов оказала влияние на независимое мировое кино 1960-х годов. Группы Медведкино были созданы во многих странах Западной Европы, Африки, Латинской Америки.
Французский документалист Крис Маркер, состоявший с кинорежиссёром в переписке, посвятил его творчеству свой двухчасовой фильм «Гробница Александра, или Последний большевик» (1992).

## Фильмография

### Режиссёрские работы
- 1929 — Береги здоровье (документальный)
- 1930 — Держи вора (короткометражный)
- 1930 — Полешко (короткометражный)
- 1931 — Дурень, ты дурень! (среднеметражный)
- 1931 — Про белого бычка (короткометражный)
- 1931 — Фрукты-овощи (короткометражный)
- 1931 — Дыра (короткометражный)
- 1932 — Западня (короткометражный)
- 1932 — Про любовь (короткометражный)
- 1932 — Тит (короткометражный)
- 1934 — Счастье
- 1936 — Чудесница
- 1938 — Новая Москва
- 1939 — Цветущая юность (короткометражный, документальный) [14]
- 1941 — Мы ждём вас с победой (совм. с И. З. Траубергом)
- 1946 — Освобождённая земля
- 1948 — Слава труду (документальный) (совм. с Р. Г. Григорьевым и М. Е. Славинской)
- 1954 — Первая весна (документальный) (совм. с И. М. Посельским)
- 1956 — Беспокойная весна
- 1958 — Думы о счастье (документальный)
- 1959 — Внимание, ракеты на Рейне! (документальный)
- 1960 — Разум против безумия (документальный)
- 1962 — Закон подлости (документальный)
- 1963 — Утро республики Гана (документальный)
- 1964 — Еще один памятник (документальный)
- 1965 — Мир Вьетнаму (документальный)
- 1966 — Дружба со взломом (документальный)
- 1966 — Наш друг Сун Ятсен (документальный)
- 1967 — Тень ефрейтора (документальный)
- 1968 — Склероз совести (документальный)
- 1969 — Письмо китайскому другу (документальный)
- 1971 — Ночь над Китаем (документальный)
- 1972 — Тревожная хроника (документальный)
- 1975 — Правда и неправда (документальный)
- 1976 — Осторожно! Маоизм! (документальный)
- 1977 — На земле Китая (документальный)
- 1977 — Пекин — тревога человечества (документальный)
- 1980 — Безумие (документальный)
- 1984 — Тревога. Раздумья старого человека

### Сценарные работы
- 1928 — Мост через Выпь (короткометражный)
- 1930 — Держи вора (короткометражный)
- 1930 — Полешко (короткометражный)
- 1931 — Дурень, ты дурень! (короткометражный)
- 1931 — Про белого бычка (короткометражный)
- 1932 — Западня (короткометражный)
- 1932 — Про любовь (короткометражный)
- 1932 — Тит (короткометражный)
- 1934 — Счастье
- 1936 — Чудесница
- 1938 — Новая Москва
- 1949 — Скорая помощь (анимационный)
- 1956 — Беспокойная весна
- 1960 — Разум против безумия (документальный) (совм. с А. Н. Леонтьевым)
- 1962 — С тобою рядом (документальный)
- 1966 — Дружба со взломом (документальный)
- 1971 — Ночь над Китаем
- 1972 — Страдания молодого Геркулесова (короткометражный)

### Актёрские работы
- 1930 — Держи вора (короткометражный) — вор
- 1946 — Освобождённая земля — эпизод

### Участие в фильмах
- 1972 — Поезд в пути (документальный)
- 1976 — Покой нам только снится (документальный)

### Прочее
- 1930 — Путь энтузиастов («Рабочий одного завода») — ассистент режиссёра

## Награды и звания
- Орден Отечественной войны II степени (1985)

- Орден Октябрьской революции (15 мая 1980)[15]

- Всесоюзный кинофестиваль (1980, Душанбе, специальный приз жюри, фильм «Безумие»)

- Народный артист СССР (1979)

- Орден Ленина (1976)

- Государственная премия СССР (1974) — за фильмы «Ночь над Китаем», «Склероз совести», «Тревожная хроника»

- Международный кинофестиваль документального кино в Нионе (1974, Гран-при «Золотой Систерций», фильм «Тень ефрейтора»)

- Орден Ленина (1971)

- Народный артист РСФСР (1969)

- Всесоюзный кинофестиваль (1968, Ленинград, диплом по разделу хроникально-документальных фильмов, фильм «Тень ефрейтора»)

- Международный кинофестиваль неигрового и анимационного кино в Лейпциге (1967, специальный приз, фильм «Тень ефрейтора»)

- Заслуженный деятель искусств РСФСР (1965)

- Орден «Знак Почёта» (1959) — за выдающиеся заслуги в развитии казахского искусства и литературы и в связи с декадой казахского искусства и литературы в гор. Москве

- Орден Красного Знамени (1945)

- Медаль «За взятие Кенигсберга» (1945)

- Орден Отечественной войны II степени (1944)

- Медаль «В память 800-летия Москвы»

- Медаль «За доблестный труд. В ознаменование 100-летия со дня рождения Владимира Ильича Ленина»

- Медаль «Ветеран труда»

- Медаль «За победу над Германией в Великой Отечественной войне 1941—1945 гг.»

## Память
26 марта 2010 года на здании Пензенского техникума железнодорожного транспорта была установлена мемориальная доска А. И. Медведкину.